# Neobisium dolomiticum
Neobisium dolomiticum är en spindeldjursart som beskrevs av Beier 1952. Neobisium dolomiticum ingår i släktet Neobisium och familjen helplåtklokrypare. Inga underarter finns listade i Catalogue of Life.